# François Alfonsi
Pour les articles homonymes, voir Alfonsi.
François Alfonsi (né le 14 septembre 1953 à Ajaccio) est un homme politique français.
Il est élu une première fois député européen le 7 juin 2009 dans la circonscription Sud-Est sur la liste « Europe Écologie » (Verts/ALE). Il est de nouveau élu député européen le 26 mai 2019, à nouveau sur la liste Verts/ALE. Il est maire d'Osani en Corse de 2002 à 2020.Conseiller municipal depuis sa deuxième élection au Parlement européen Il est membre de Femu a Corsica, a présidé de 2014 à 2019 l'Alliance libre européenne (ALE), il est actuellement président de RPS Régions et peuples solidaires.

## Biographie
Il est diplômé en 1976 de l'institut polytechnique de Grenoble. De retour en Corse après ses études, il commence une carrière d'enseignant en mathématiques et physique au collège de Vicu. Il est ensuite recruté au Parc Naturel Régional comme Agent de développement et plus tard engagé comme ingénieur par l'ADEME. 
L'engagement politique de François Alfonsi commence lors de ses années étudiantes. Engagé déjà depuis le lycée de Versailles dans les milieux maoistes,pour la Cause du Peuple et dans les comités Liberation, il rejoint à Grenoble les milieux écologistes et participe aux luttes et manifestations anti nucléaires pour Creys Malville. C'est à cette époque qu'il se lie à la diaspora corse de Grenoble, une diaspora particulièrement engagée dans la lutte nationaliste. Il milite avec eux, ils éditent un petit journal L'Avvena et organisent des réunions de soutien aux luttes corses à Grenoble. 
De retour en Corse en 1977 il milite activement avec Norbert Laredo en créant le comité Anti Vazzio. Il rejoint ensuite L'UPC.
En 1987, il est élu conseiller territorial à l'Assemblée de Corse (fonction qu'il occupe jusqu'en 1998). 
Lors des élections européennes de 2009 en France, il a été élu dans la circonscription Sud-Est sur la liste d'Europe Écologie alliée à la fédération Régions et peuples solidaires (RPS) dont il est porte-parole. 
Il est maire d'Osani de 2002 à 2020. Il interrompra son mandat de maire pour exercer son deuxième mandat de député européen.
En 2019, dans une situation très similaire à 2009, il a été élu en 9e position sur la liste commune EELV - AEI - RPS menée par Yannick Jadot. Il est le seul eurodéputé d'étiquette RPS.
Il est codirecteur de l'hebdomadaire Arritti.